# Rasol Mohsin
Rasol Mohsin es un deportista iraquí que compitió en levantamiento de potencia adaptado. Ganó tres medallas en los Juegos Paralímpicos de Verano entre los años 2008 y 2024.

## Palmarés internacional
| Juegos Paralímpicos | Juegos Paralímpicos     | Juegos Paralímpicos | Juegos Paralímpicos |
| Año                 | Lugar                   | Medalla             | Categoría           |
| ------------------- | ----------------------- | ------------------- | ------------------- |
| 2008                | Pekín (China)           | Medalla de plata    | –56 kg              |
| 2016                | Río de Janeiro (Brasil) | Medalla de plata    | –72 kg              |
| 2024                | París (Francia)         | Medalla de bronce   | –80 kg              |